# Mark (Produktbezeichnung)
Mark oder M bzw. Mk gefolgt von einer Zahl in Produktbezeichnungen gibt Auskunft über die Entwicklungsstufe des Produktes. Der Begriff leitet sich vom englischen Wort mark im Sinne von (Fortschritts-)Markierung ab. Oft wird der Zusatz erst ab der zweiten Version eines Produktes vom Hersteller verwendet, es sei denn, es ist abzusehen, dass es weitere Versionen geben wird. Dessen Ziel ist es, das Vertrauen in eine etablierte Marke nach dem Ende des Produktlebenszyklus auf das neue Produkt zu übertragen. Daneben wird der Begriff in interessierten Fach- oder Anwenderkreisen verwendet, um ein Produkt eindeutig zu kennzeichnen.

## Beispiele
Elektronik:
- Canon EOS 5D Mark IV
- Olympus OM-D E-M1 Mark II
- Sony A7 Mark III
- Mark I (Computer)
- Mark-8
- Technics SL-1200MK2 / SL-1210MK2

Militär:
- 4,5-inch-Mark-8-Schiffsgeschütz
- Mark I (Panzer)
- Mark-46-Leichtgewichtstorpedo
- Mark 60 CAPTOR
- Mark-45-Leichtgewichtsgeschütz
- Merkava Kampfpanzer Mark I bis Mark IV

Fahrzeuge:
- Bentley Mark V
- Jaguar Mark I bis Jaguar Mark X

Raumfahrt:
- GSLV Mk III

Uhren:
- Omega Speedmaster Mark II